# Yacimientos Mineros Agua de Dionisio
Yacimientos Mineros Agua de Dionisio (YMAD) es una empresa minera interestatal de Argentina, situada en el oeste catamarqueño, que explora, explota y comercializa la producción de los yacimientos minerales que se encuentran en sus concesiones de la meseta de Agua de Dionisio (también conocida como Campo del Arenal) en una extensión de 344 km².

## Antecedentes
Sus antecedentes se remontan a los años 1920, cuando Abel Peirano (1896-1969), farmacéutico distinguido con medalla de oro por la Universidad de Buenos Aires, se estableció en Santa María (Catamarca). Pintos realizó expediciones mineras en Catamarca, Tucumán y Salta. En 1936  ingresó en una zona montañosa del departamento de Hualfín en la provincia argentina de Catamarca llamada, desde antiguo, Agua de Dionisio, donde encontró evidencias metalíferas. Interesó a las autoridades de la Universidad de Tucumán y obtuvo la colaboración del Instituto de Geología. 
Peirano confirmó que las afloraciones superficiales de Farallón Negro tenían fundamentos vetiformes de oro y de plata.  Fabricaciones Militares y la Secretaría de Minería de la Argentina realizaron estudios e instalaron una planta piloto. 
Peirano registró la propiedad del distrito minero a nombre de la Universidad Nacional de Tucumán (UNT).En junio de 1948 a través del Instituto de Geología y Minería de la UNT, con sede en Jujuy, dirigió la exploración de la zona minera de Aguas de Dionisio.
Las utilidades netas de la empresa se distribuyen entre la Provincia de Catamarca que recibe el 60%,
la Universidad Nacional de Tucumán con un 20% y el restante 20% es destinado a las demás universidades del sistema estatal argentino (Consejo Interuniversitario Nacional CIN). Funciona en la ciudad de San Fernando del Valle de Catamarca una refinería con capacidad de procesar unos 100 kg de oro y 1000 kg de plata mensuales. En diciembre de 2009 el presidente de YMAD, Manuel Benítez, junto a la presidenta argentina anunció en 2010 la construcción de una nueva refinería en la localidad de El Pantanillo (Catamarca), con capacidad para tratar todo el mineral que se explota en el noroeste argentino, incluyendo las de minería artesanal.

## Actualidad
En 1978, comenzaría la producción del yacimiento Farallón Negro con cifras propias de una explotación de manganeso, oro y plata en rango de mediana minería. Desde 1997 explota en forma conjunta, en Unión Transitoria de Empresas (UTE) con Minera Alumbrera el yacimiento Bajo de la Alumbrera, de cobre, oro y molibdeno. YMAD ha constituido una unión transitoria de empresas con Minera Alumbrera Limited  propiedad de tres grandes empresas mineras internacionales de reconocida experiencia: M.I.M. Holdings Ltd. de Australia con el 50%, North Limited de Australia con el 25% y Río Algom Ltd. de Canadá con el otro 25%.
Fue una de las pocas empresas estatales que sobrevivió a la ola de privatizaciones de los años 90, logrando aumentar su producción.[cita requerida]

## Estructura propietaria

### Propietarios
- Secretaría de Energía (33.3%)
- Gobierno de Catamarca (33.3%)
- UNT (33.3%)